# Liste der Baudenkmäler in Moosinning

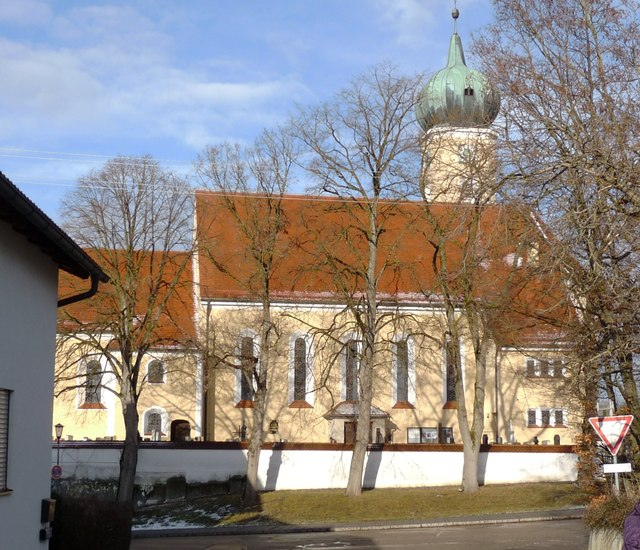
St. Emmeram in Moosinning

Auf dieser Seite sind die Baudenkmäler in der oberbayerischen Gemeinde Moosinning zusammengestellt. Diese Tabelle ist eine Teilliste der Liste der Baudenkmäler in Bayern. Grundlage ist die Bayerische Denkmalliste, die auf Basis des Bayerischen Denkmalschutzgesetzes vom 1. Oktober 1973 erstmals erstellt wurde und seither durch das Bayerische Landesamt für Denkmalpflege geführt wird. Die folgenden Angaben ersetzen nicht die rechtsverbindliche Auskunft der Denkmalschutzbehörde.

## Baudenkmäler nach Ortsteilen

### Moosinning
| Lage                         | Objekt                                         | Beschreibung                                                                                       | Akten-Nr.    | Bild                                           |
| ---------------------------- | ---------------------------------------------- | -------------------------------------------------------------------------------------------------- | ------------ | ---------------------------------------------- |
| Freisinger Straße (Standort) | Ehemalige Pestkapelle St. Sebastian und Rochus | barocker Zentralbau über vierpassartigem Grundriss mit Dachreiter, errichtet 1651; mit Ausstattung | D-1-77-130-2 | Ehemalige Pestkapelle St. Sebastian und Rochus |
| Kirchenstraße 9 (Standort)   | Katholische Pfarrkirche St. Emmeram            | barocker Längsbau mit Zwiebelturm von Anton Kogler, um 1700, Erweiterung 1928; mit Ausstattung     | D-1-77-130-1 | weitere Bilder                                 |

### Burgholz
| Lage                   | Objekt     | Beschreibung                                    | Akten-Nr.    | Bild       |
| ---------------------- | ---------- | ----------------------------------------------- | ------------ | ---------- |
| In Burgholz (Standort) | Hofkapelle | kleiner Satteldachbau, 1780/89; mit Ausstattung | D-1-77-130-3 | Hofkapelle |

### Eichenried
| Lage                          | Objekt                       | Beschreibung | Akten-Nr.     | Bild |
| ----------------------------- | ---------------------------- | --- | ------------- | ---- |
| Münchner Straße 41 (Standort) | Kath. Pfarrkirche St. Joseph | schlichter Satteldachbau mit einschiffigem, flach gedecktem Langhaus und rechteckigem Chorturm über eingezogenem Rechteckchor, von Friedrich Haindl, 1954; mit Ausstattung; ehemaliges Chorkreuz mit Überdachung auf dem Friedhof, gleichzeitig | D-1-77-130-11 | BW   |

### Kempfing
| Lage                   | Objekt                                          | Beschreibung | Akten-Nr.    | Bild           |
| ---------------------- | ----------------------------------------------- | --- | ------------ | -------------- |
| Kempfing 10 (Standort) | Katholische Filialkirche St. Jakobus der Ältere | im Kern romanischer Saalbau mit stark eingezogenem quadratischem Chor (um 1200), spätgotischer Sattelturm, im 18. Jahrhundert barockisiert; mit Ausstattung | D-1-77-130-4 | weitere Bilder |

### Riexing
| Lage                 | Objekt                       | Beschreibung                                      | Akten-Nr.    | Bild                         |
| -------------------- | ---------------------------- | ------------------------------------------------- | ------------ | ---------------------------- |
| Riexing 8 (Standort) | Hofkapelle des Schusterhofes | kleiner Saalbau mit massivem Dachreiter, um 1600. | D-1-77-130-5 | Hofkapelle des Schusterhofes |

### Stammham
| Lage                   | Objekt     | Beschreibung                                              | Akten-Nr.    | Bild           |
| ---------------------- | ---------- | --------------------------------------------------------- | ------------ | -------------- |
| In Stammham (Standort) | Hofkapelle | achteckiger neoromanischer Putzbau, 1839; mit Ausstattung | D-1-77-130-6 | weitere Bilder |

### Zengermoos
| Lage                     | Objekt     | Beschreibung | Akten-Nr.    | Bild       |
| ------------------------ | ---------- | --- | ------------ | ---------- |
| In Zengermoos (Standort) | Grenzstein | Grenzstein zwischen dem früheren Hochstift Freising und dem Kurfürstentum Baiern, aus Rotmarmor, bezeichnet 1718. | D-1-77-130-7 | Grenzstein |